# Scordilli
Gli Scordilli o Scordili (a volte riportato anche come Scordyle o Scordelli) furono una famiglia nobile di Creta. I membri della famiglia hanno agito principalmente a Creta, Paro, Mykonos, Nasso, Cefalonia, Corfù e Venezia.

## Storia
La famiglia Scordilli è una famiglia eminente e aristocratica di Creta, che per un periodo è stata la famiglia più potente dell'isola. Le sue radici si trovano a Costantinopoli alla fine del X secolo d.C.
Nel 961 d.C., il generale e successivamente imperatore bizantino, Niceforo Foca, liberò Creta dai Saraceni e stabilì la famiglia Scordilli sull'isola, parallelamente alla famiglia Foca. Questa è la prima menzione della famiglia Scordilli.
Nel 1082, dopo un movimento rivoluzionario, l'imperatore bizantino Alessio ristabilì l'ordine sull'isola e insieme alle due famiglie sopra menzionate, nominò altre dieci famiglie nobili. Creta fu divisa in dodici regioni e ogni feudo fu concesso a una delle nuove dodici famiglie nobili dell'Impero bizantino. Marino Scordilli ottenne la regione di Sfakia.
Nel corso dei secoli, la famiglia Scordilli ha svolto un ruolo significativo nella storia locale di Creta, partecipando a rivolte contro i Veneziani e i Turchi, al fine di mantenere l'ellenismo sull'isola.

## Membri importanti
- Giovanni e Costantino, fratelli e capi di rivolte a Creta durante il XIII secolo.
- Giorgio rimase fedele alla Repubblica durante gli anni difficili del conflitto della colonia di Creta con la metropoli (1363-1364).
- Paolo fu proposto per la Chiesa di Ravenna nel 1404.
- Un altro Giovanni si distinse nei servigi di Venezia durante l'assedio di Padova e, in ricompensa, fu creato connestabile di Famagosta, carica che mantenne a lungo. Dopo il 1541, suo figlio Giorgio era caporale a Famagosta.
- Zaccaria fu autore di un trattato di diritto canonico.
- Stefano partecipò alle trattative per la resa di Candia nel 1669.
- Andrea e Giovanni de Scordilli, fratelli, furono decorati del titolo di Conte Palatino di Belvedere Coriano da Carlo VI Imperatore nel 1728 per i loro meriti militari e civili.[4]

## Altri stemmi

Stemma dei fratelli Scordilli

Lo stemma è quello assegnato ai fratelli Andrea e Giovanni de Scordilli, che furono decorati con il titolo di Conte Palatino di Belvedere Coriano dal Imperatore Carlo VI nel 1728 per i loro meriti militari e civili. Questo stemma appartiene al ramo della famiglia di Venezia.
Partito: 
- nel 1º d'oro all'aquila bicipite di nero coronata con corona principesca
- nel 2º troncato d'azzurro e di verde con lo scudetto d'oro caricato dell'aquila bicipite di nero, sulla troncatura, sostenente un uccello rivolto al naturale accostato da due stelle di otto raggi d'oro e avente in punta un pesce al naturale posto in fascia.